# ガラスと金属の封止

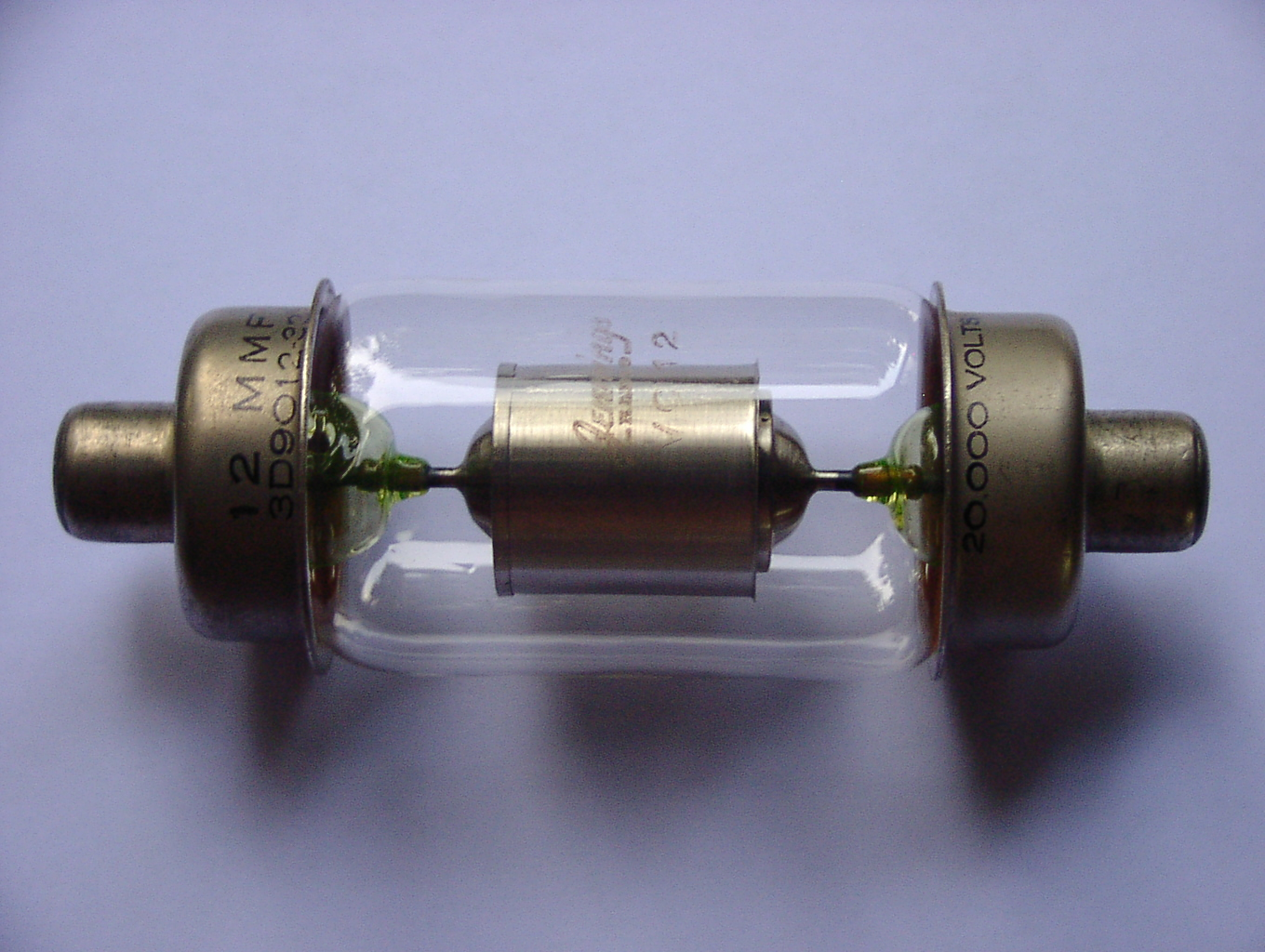
真空コンデンサのリードシールとして使用されるウランガラス

ガラスと金属の封止 (英ːGlass-to-metal seals )とは、ガラスと金属の表面を接合するメカニカルシールの一種である。これらは、真空管、放電管、白熱電球、ガラス封止半導体ダイオード、リードスイッチ、金属ケース内のガラス窓、および電子部品の金属またはセラミックパッケージの製造において非常に重要な要素である。
適切に行われると、このようなシールは密閉される (真空、良好な電気絶縁、UV ランプなどの特殊な光学特性を維持できる)。  このようなシールを実現するには、次の 2 つの条件が満たされている必要がある。
1. 金属部材が適切な表面処理、酸化物処理されていること
2. 適正な加熱により、ガラス中に金属酸化物の拡散層が形成されること
3. アセンブリが冷えてもシールが堅固な状態を保つように、ガラスと金属の熱膨張率を厳密に一致させる必要がある。

たとえば、ガラス球のシール内の金属ワイヤについて考えると、熱膨張係数 (CTE) が適切に調整されていないと、金属ガラスの接点が破損する可能性がある。金属の CTE がガラスの CTE よりも大きい場合、シールは冷却時に破損する可能性が高くなる。温度を下げると、金属ワイヤーがガラスよりも大きく収縮し、ガラスに強い引張力が加わり、最終的には破損につながる。一方、ガラスの熱膨張係数が金属ワイヤの熱膨張係数よりも大きい場合、ガラスには圧縮力がかかるため、冷却時にシールが硬くなる。